# أمازون أصفر الرأس
أمازون أصفر الرأس هو أحد أنواع ببغاء الأمازون مهدد يعيش في المكسيك وشمال وسط أمريكا.